# 花下遊樂圖
《花下遊樂圖》（日语：花下遊楽図），屏風，狩野長信（狩野永德之弟）所畫，以水墨畫的技法，表現在八角堂緣上，貴公子前舞蹈的婦女，和盛開之櫻花下的貴夫人。